# Хамдамов, Рустам Усманович
Руста́м Усма́нович Хамда́мов (род. 24 мая 1944, Ташкент, Узбекская ССР) — советский и российский кинорежиссёр, сценарист, художник.

## Биография и творчество
Рустам Хамдамов родился 24 мая 1944 года в Ташкенте в узбекской семье.. В 1969 году окончил Всесоюзный государственный институт кинематографии (мастерская Григория Чухрая). После ВГИКа был женат на киноведе Лилии Огиенко-Оливье.
Входит в Гильдию кинорежиссёров России.

## Признание
Лауреат премии «Триумф» (1996). В 2003 году удостоен гран-при «Культурное достояние нации». В 2003 году стал первым в истории российским художником, работы которого при жизни были приняты в современную коллекцию Эрмитажа.
Почётный член Российской академии художеств.

### Наследие
Работы Хамдамова — в собрании Государственной Третьяковской галереи, музея Зиммерли университета Ратгерс (США), Национальной галереи города Равенна (Италия), а также в многочисленных частных коллекциях по всему миру.

### Мнение
Рустам Хамдамов о постмодерне:

…Слово «постмодерн», которое сейчас стало ходовым, на самом деле существует уже давно. Это качество, прежде всего, большой внутренней культуры человека. Если ты за собой не несёшь этот шлейф, то немножко выглядишь смешным, потому что изобретаешь то, что уже сделано. В своё время Верди сказал: «Мелодии закончились, мелодий больше нет». Он как знаток мелодий, он их действительно изучал, так вот он сказал, что больше нет мелодий, Пуччини последние сделает. И когда появился Шостакович, естественно, это талантливейший человек, он не мог сочинять мелодии, он пользовался чужими мелодиями, даже структурами, но поскольку он человек был великий, всё старое преображалось в его руках. Если вы внимательно послушаете его седьмую симфонию, это, конечно же, «Болеро» Равеля. Он взял структуру «Болеро» Равеля. Но он улучшил эту музыку, и мы её не узнаём, она более трагичная. Вот что такое постмодерн. Постмодерн включает в себя, прежде всего, огромное количество разной культуры. Когда снимал фильм Параджанов или, предположим, Пазолини, они же не только делали абстракцию, но это была абстракция с соотношениями разных стран. Сказка, которая снята в Грузии Параджановым, это и Персия, и Грузия, и Пазолини, и примитивное искусство. Сейчас, когда в Москве ставят оперные спектакли, они очень хилые, потому что режиссёры, могу смело сказать, это новоявленные люди, они совершенно не обращаются к старой культуре. В конце концов, можно даже из Таганки взять, 40 лет назад, 30 лет назад уже были найдены вещи брехтовские, сколько можно было всего почерпнуть. Постмодерн — это, прежде всего, старые, величественные руины, из которых ты берёшь по кирпичику и строишь своё здание. Оно многослойное, оно многозначное. Когда читаешь, предположим, прозу Бродского, я вижу, что он читал, я вижу те же самые истоки, я читал эти же книги, и мне это приятно. Это и есть воздушные пути. Люди должны знать, откуда они пришли. Конечно же, Тарковский — это тоже не пустое место. Это, прежде всего, Карл Дрейер, датский режиссёр двадцатых годов, это, наверное, в какой-то степени Бергман. Это, может быть, больше всех Картье-Брессон, не фотограф, а режиссёр. Это всё вместе, там столько намешано внутри знаний, плюс его метафоричность, которую он черпал из японской поэзии, а потому что он был японистом, он был востоковедом по образованию, хокку, танки — они иногда настолько изобразительные, что это кадры. Но и конечно, это его учитель Довженко. Если посмотреть на Вайду — огромное количество Довженко в нём присутствует. Вот эти удивительные вещи нынешнее поколение, к сожалению, забыло. Нужно возвращаться назад и брать…
…Когда ты делаешь постмодерн, ты используешь все семь нот, а не одну.

## Фильмография
| 1967 | В горах моё сердце          | зелёная ✓ | зелёная ✓ | зелёная ✓ | художник-декоратор, костюмер, актёр (тапёр) | Студенческая работа режиссёра (совместно с И. Киселёвой), негатив утерян. Сценарий написан по мотивам одноимённого рассказа Уильяма Сарояна. |
| 1969 | Дворянское гнездо           |           |           | зелёная ✓ | Художник по костюмам                        | |
| 1972 | Седьмая пуля                |           |           | зелёная ✓ | костюмер                                    | |
| 1974 | Нечаянные радости           | зелёная ✓ | зелёная ✓ |           |                                             | Подготовительные работы начались в 1972 году. Фильм должен был сниматься по сценарию А. Кончаловского и Ф. Горенштейна, написанному по мотивам биографии В. Холодной. Однако режиссёр снимал по своему (с Е. Харитоновым) сценарию. В итоге фильм не был закончен, плёнка смыта; в дальнейшем картина была переснята Н. Михалковым под названием «Раба любви». |
| 1985 | Я тебя помню                |           |           | зелёная ✓ | художник-постановщик                        | |
| 1991 | Анна Карамазофф             | зелёная ✓ | зелёная ✓ |           |                                             | Фильм арестован французским продюсером Сержем Зильберманом. В картину включены оставшиеся отрывки неоконченной ленты «Нечаянные радости». |
| 2005 | Вокальные параллели         | зелёная ✓ | зелёная ✓ | зелёная ✓ | художник, монтажёр                          | Фильм-концерт с участием казахских оперных певцов. |
| 2006 | Антигона                    |           |           | зелёная ✓ | художник-постановщик                        | |
| 2010 | Бриллианты. Воровство       | зелёная ✓ | зелёная ✓ |           |                                             | Короткометражный фильм. |
| 2010 | Щелкунчик и Крысиный Король |           |           | зелёная ✓ | костюмер                                    | |
| 2017 | Мешок без дна               | зелёная ✓ | зелёная ✓ |           | продюсер                                    | Первоначальное название — «Яхонты. Убийство». Сценарий написан по мотивам рассказа Рюноскэ Акутагавы «В чаще». |

## Театральные работы
- 2006 — Спектакль «Нахлебник» на сцене Театра имени В. Маяковского, художник-постановщик (режиссёр И. Поповский, исполнительный художник-постановщик В. Кручинина)
- 2007 — Спектакль «Горе от ума» на сцене театра на Таганке, автор костюмов, художник-постановщик (режиссёр Ю. Любимов, исполнительный художник-постановщик В. Кручинина)[5]